# Sängerschaft zu St. Pauli Jena et Burgundia Breslau in Münster
Die Sängerschaft St. Pauli Jena et Burgundia Breslau in Münster ist eine musische, fakultativ schlagende und farbentragende Studentenverbindung an der Universität Münster.

## Allgemeines

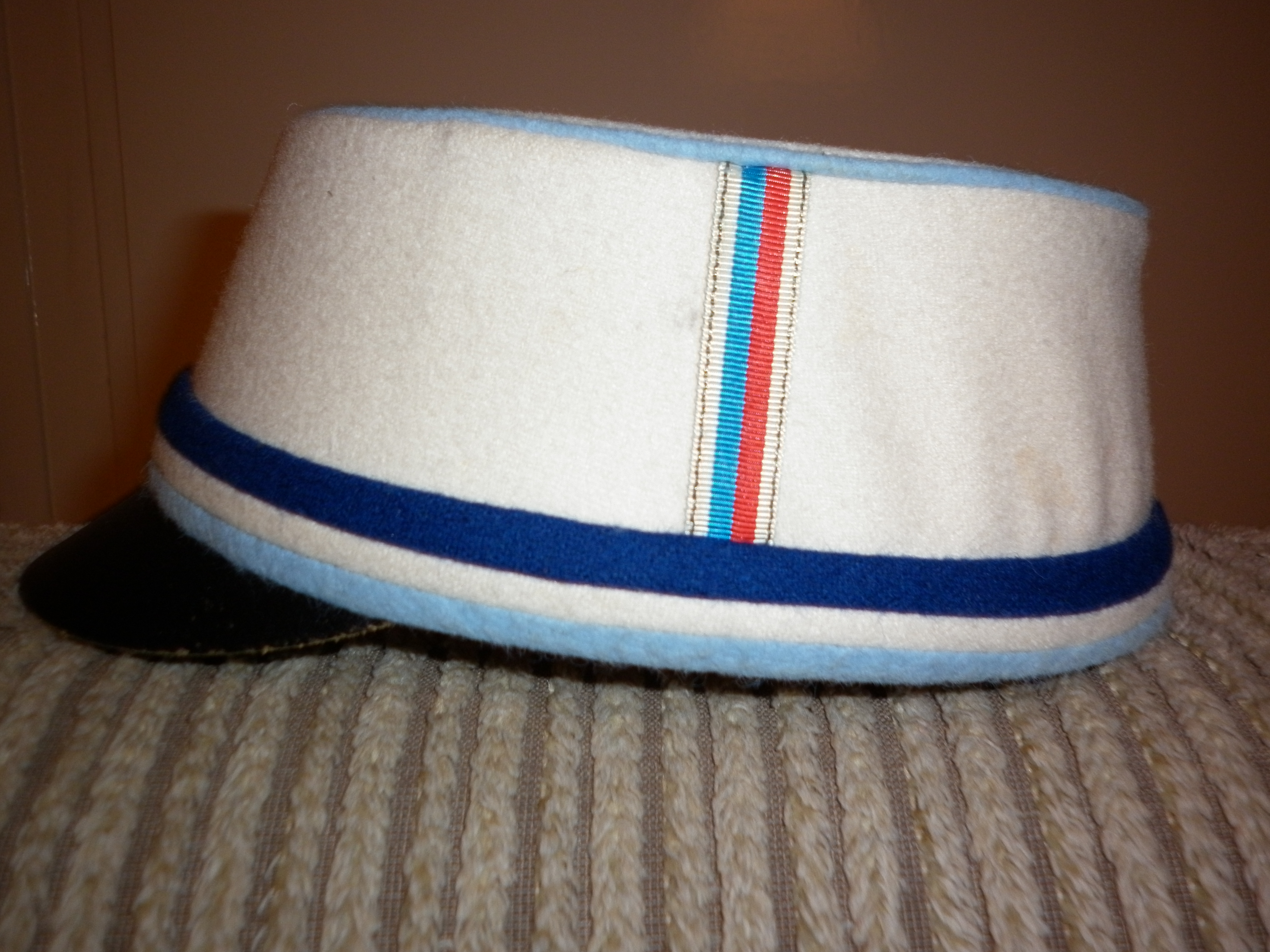
Mütze der S! zu St. Pauli Jena et Burgundia Breslau in Münster mit Gösch

Die Farben der Sängerschaft (S!) sind dunkelblau-weiß-hellblau mit einer silbernen Perkussion bzw. hellblau-weiß-dunkelblau v.u. mit silberner Perkussion (nach Jenenser Lesart). Sie führt den Wahlspruch Goldenes Leben durch Gesang. Die Kopfbedeckung der Verbindung ist eine Mütze im Biedermeierformat. Die Mützenfarbe ist weiß mit einem dunkelblau-weiß-hellblauen Farbband (Farben der S! zu St. Pauli Jena) am unteren Mützenrand. An der linken Seite der Mütze wird eine Gösch in der Form eines Weinzipfelbandes mit den Farben blau-rot auf weiß (Farben der S! Burgundia Breslau) getragen.

## Geschichte
Die Sängerschaft zu St. Pauli-Jena et Burgundia Breslau in Münster ist ein Zusammenschluss der 1828 gegründeten Sängerschaft zu St. Pauli Jena und der 1910 gegründeten Sängerschaft Burgundia Breslau, welcher 1957 vollzogen wurde. Da durch die Fusion die Tradition beider Ursprungs-Sängerschaften fortgeführt wird, beruft sie sich auf das ältere Gründungsdatum der Sängerschaft St. Pauli (2. März 1828). Die heutige Sängerschaft gilt somit als die drittälteste Sängerschaft Deutschlands. Da die Traditionen beider Verbindungen fortgeführt werden, ist sie eine akademische, musische und fakultativ schlagende Verbindung. Erst im Jahre 1959 wurden auch die Altherrenschaften beider Verbindungen zusammengeschlossen und das Pflichtpauken eingeführt.
Im Jahre 1961 verlieh Bundespräsident Heinrich Lübke der Sängerschaft die Zelter-Plakette. 1993 wurde ein gemischter Chor eingeführt, obwohl die Mitgliedschaft in der Sängerschaft auf das männliche Geschlecht beschränkt ist.

## Sängerschaft heute
Für alle aktiven Mitglieder besteht die Verpflichtung des Erlernens des Fechtens, der Teilnahme am  Chor und an den Konventen.
Der Chor zeigt große Präsenz durch zahlreiche externe Aufführungen in Kirchen und Konzerten.

## Bekannte Mitglieder
Zurzeit umfasst die Sängerschaft mehrere hundert lebende und verstorbene Mitglieder. Zu den bekanntesten Mitgliedern zählen:
- Franz Liszt[1],
  - Franz Liszt widmete der Sängerschaft die 1869 komponierte Humoreske Gaudeamus igitur (Opus Searle 71)[2]
- Gotthard Neumann[3],
- Robert Ley[4]
- Johannes Brahms[5].
- Erich Häßler